# Geheim – oder was?!
Geheim – oder was?! ist eine deutsche Fernsehserie, die von Cikon Film entwickelt, von Eikon coproduziert und im ZDF ausgestrahlt wurde. Regie führten Monika Zinnenberg, Jürgen Brauer, Gaby Degener und Norbert Skrovanek. Die Erstausstrahlung fand am 16. November 1994 mit dem Pilotfilm Olli in der Unterwelt im ZDF statt.
Die Serie dreht sich um die Abenteuer einer Gruppe Jugendlicher in Berlin, in der Berliner Unterwelt und an anderen Orten in Deutschland.

## Episodenliste
| Folge | Titel                       | Erstausstrahlung  |
| ----- | --------------------------- | ----------------- |
| 1     | Vom Erdboden verschluckt    | 3. November 1994  |
| 2     | Der geheimnisvolle Alte     | 10. November 1994 |
| 3     | Unerwartete Hilfe           | 17. November 1994 |
| 4     | Tarzan auf der Flucht       | 5. Dezember 1994  |
| 5     | Landluft bis zum Abwinken   | 6. Dezember 1994  |
| 6     | Die Falle                   | 12. Dezember 1994 |
| 7     | Mann über Bord              | 20. Dezember 1994 |
| 8     | Codewort „Dangerous“        | 19. Dezember 1994 |
| 9     | Betreten verboten           | 10. Januar 1995   |
| 10    | Olli in Gefahr              | 17. Januar 1995   |
| 11    | Das Wiedersehen             | 24. Januar 1995   |
| 12    | Seltsame Begegnung          | 31. Januar 1995   |
| 13    | Der Bruch                   | 7. Februar 1995   |
| 14    | Falscher Verdacht           | 14. Februar 1995  |
| 15    | Alle suchen Tuan            | 28. Februar 1995  |
| 16    | Der Neue                    | 7. März 1995      |
| 17    | Die Rose von Jericho        | 14. März 1995     |
| 18    | Crash                       | 21. März 1995     |
| 19    | Die Lust am Thrill          | 28. März 1995     |
| 20    | Willkommen bei den Monsters | 11. April 1995    |
| 21    | Total verknallt             | 18. April 1995    |
| 22    | Sturmfreie Bude             | 25. April 1995    |
| 23    | Alles kommt raus            | 2. Mai 1995       |
| 24    | Vater gesucht               | 9. Mai 1995       |
| 25    | Krumme Touren               | 16. Mai 1995      |
| 26    | Wie Hund und Katze          | 23. Mai 1995      |
| 27    | Wie Pech und Schwefel       | 6. Juni 1995      |
| 28    | Timo in Verdacht            | 13. Juni 1995     |
| 29    | Gefährliches Spiel          | 20. Juni 1995     |
| 30    | Große Lügen – kleine Lügen  | 27. Juni 1995     |